# Decibeli (album)
Decibeli je album v živo slovenske rock skupine Mi2, izdan leta 2012 pri ZKP RTV Slovenija. Izšel je v obliki CD-ja in vinilne plošče, s tem da je v obliki CD-ja izšel kot dvojni album, v LP obliki pa v omejeni nakladi kot trojni album z dodatnimi akustičnimi izvedbami pesmi.
Posnetki akustičnih pesmi so nastali v okviru dveh nastopov skupine v oddaji Izštekani Jureta Longyke, prvič leta 2003, drugič pa 2010. Ostali posnetki so nastali bodisi na koncertu v Ljubljani v Cvetličarni bodisi v oddaji Klub klubov Andreja Karolija.

## Seznam pesmi

### CD izdaja
| Prvi CD: Klub klubov, 2009 1. »Črtica« 2. »Moja mila« 3. »Sveta Margareta« 4. »Ti nisi ta« 5. »Samo tebe te imam« 6. »Ljubezen pod topoli« 7. »Sve ove godine« 8. »Jebiga blus« 9. »Najrajši sn pa s teboj pil« 10. »Pa si šla« 11. »Pojdi z menoj v toplice« 12. »Odhajaš« | Drugi CD: Cvetličarna, 2010 1. »Štajersko nebo« 2. »Čakal sn te ko kreten« 3. »Pornoromantika« 4. »Zbudi me za 1. maj« 5. »Sladka kot med« 6. »Ejsidisi Brigita« 7. »Haiku« 8. »Ko bil sn še mali pizdun« 9. »Brez obžalovanj« |

### Vinilna izdaja
| Stran A: Klub klubov, 2009 1. »Črtica« 2. »Ljubezen pod topoli« 3. »Pa si šla« 4. »Pojdi z menoj v toplice« Stran B: Klub klubov, 2009 1. »Samo tebe te imam« 2. »Sv. Margareta« 3. »Ti nisi ta« 4. »Odhajaš« | Stran C: Cvetličarna, 2010 1. »Štajersko nebo« 2. »Čakal sn te ko kreten« 3. »Pornoromantika« 4. »Zbudi me za 1. maj« Stran D: Cvetličarna, 2010 1. »Sladka kot med« 2. »Ejsidisi Brigita« 3. »Ko bil sn še mali pizdun« 4. »Brez Obžalovanj« | Stran E: Izštekani, 2003 1. »Šlager« 2. »Ostal sn brez benzina« 3. »Robinhud Polda« Stran F: Izštekani, 2010 1. »Topli jug« 2. »Teta Estera« 3. »Oda gudeki« |

## Zasedba

### Mi2
- Jernej Dirnbek — kitara, vokal
- Tone Kregar — vokal
- Egon Herman — kitara, vokal
- Igor Orač — bobni, vokal
- Robi Novak — bas kitara, vokal